# Kup Maršala Tita 1962-1963
La Kup Maršala Tita 1962-1963 fu la 16ª edizione della Coppa di Jugoslavia. 2383 squadre parteciparono alle qualificazioni, 32 furono quelle che raggiunsero la coppa vera e propria, che si disputò dal 16 dicembre 1962 al 26 maggio 1963.
Il detentore era l'OFK Belgrado, che in questa edizione fu uscì agli ottavi di finale.
Il trofeo fu vinto dalla Dinamo Zagabria che sconfisse in finale il Hajduk Spalato. Per gli zagabresi fu il terzo titolo in questa competizione.

Grazie al successo, la Dinamo ottenne l'accesso alla Coppa delle Coppe 1963-1964.
Il Partizan, vincitore del campionato, uscì ai sedicesimi di finale.

## Squadre qualificate

### Calendario
| Turno                | Gare       | Date             | Numero gare | Riduzione squadre |
| -------------------- | ---------- | ---------------- | ----------- | ----------------- |
| Sedicesimi di finale | Gara unica | 16 dicembre 1962 | 16          | 32 → 16           |
| Ottavi di finale     | Gara unica | 17 febbraio 1963 | 8           | 16 → 8            |
| Quarti di finale     | Gara unica | 24 febbraio 1963 | 4           | 8 → 4             |
| Semifinali           | Gara unica | 2 maggio 1963    | 2           | 4 → 2             |
| Finale               | Gara unica | 26 maggio 1963   | 1           | 2 → 1             |

## Sedicesimi di finale
| Squadra 1                  | Risultato   | Squadra 2            |
| -------------------------- | ----------- | -------------------- |
| 16 dicembre 1962           |             |                      |
| (1) Hajduk Spalato         | 3 – 1       | Partizan (1)         |
| (3) Jedinstvo Bijelo Polje | 0 – 1       | Sutjeska (2)         |
| (2) Karlovac               | 0 – 1       | OFK Belgrado (1)     |
| (2) Maribor                | 3 – 0       | Rijeka (1)           |
| (3) Mladenovac             | 2 – 5       | Čelik Zenica (2)     |
| (1) Novi Sad               | 1 – 0       | Trešnjevka (2)       |
| (2) Olimpia Lubiana        | 2 – 4       | Budućnost (1)        |
| (3) Pobeda                 | 2 – 8       | Stella Rossa (1)     |
| (2) Proleter Zrenjanin     | 2 – 3       | Borac Banja Luka (2) |
| (2) Radnički Belgrado      | 0 – 1       | Vojvodina (1)        |
| (2) Rudar Kakanj           | 0 – 4       | Dinamo Zagabria (1)  |
| (1) Sarajevo               | 2 – 4       | Vardar (2)           |
| (2) Slavonija Osijek       | 1 – 0       | Velež Mostar (1)     |
| (2) Sebenico               | 3 – 1 (dts) | Radnički Niš (1)     |
| (1) Sloboda Tuzla          | 2 – 1 (dts) | Rudar Stari Trg (3)  |
| (1) Željezničar            | 2 – 5 (dts) | Srem (2)             |

## Ottavi di finale
| Squadra 1            | Risultato   | Squadra 2            |
| -------------------- | ----------- | -------------------- |
| 17 febbraio 1963     |             |                      |
| (2) Borac Banja Luka | 1 – 2       | Čelik Zenica (2)     |
| (1) Dinamo Zagabria  | 3 – 0 (dts) | Sloboda Tuzla (1)    |
| (1) Hajduk Spalato   | 2 – 0 (dts) | Maribor (2)          |
| (1) OFK Belgrado     | 0 – 1       | Vojvodina (1)        |
| (1) Stella Rossa     | 4 – 2       | Sebenico (1)         |
| (1) Srem             | 4 – 0       | Novi Sad (1)         |
| (2) Sutjeska         | 4 – 2       | Slavonija Osijek (2) |
| (2) Vardar           | 2 – 1       | Budućnost (1)        |

## Quarti di finale
| Squadra 1           | Risultato             | Squadra 2          |
| ------------------- | --------------------- | ------------------ |
| 24 febbraio 1963    |                       |                    |
| (2) Čelik Zenica    | 0 – 1                 | Sutjeska (2)       |
| (1) Dinamo Zagabria | 2 – 1                 | Vardar (2)         |
| (2) Srem            | 1 – 4                 | Hajduk Spalato (1) |
| (1) Vojvodina       | 0 – 0 (dts) (4-1 dtr) | Stella Rossa (1)   |

## Semifinali
| Squadra 1     | Risultato             | Squadra 2           |
| ------------- | --------------------- | ------------------- |
| 2 maggio 1963 |                       |                     |
| (2) Sutjeska  | 0 – 0 (dts) (2-4 dtr) | Dinamo Zagabria (1) |
| (1) Vojvodina | 2 – 2 (dts) (3-5 dtr) | Hajduk Spalato (1)  |

## Finale
| Arbitro: | Konstantin Zečević (Belgrado) |

|                                 |           |             |
| Zambata 65’, 79’, 81’ Braun 68’ | Marcatori | 35’ Anković |

| Dinamo | Hajduk |

|                  |  |                 |  |
|                  |  |                 |  |
| P                |  | Zlatko Škorić   |  |
| D                |  | Mirko Braun     |  |
| D                |  | Zlatko Bišćan   |  |
| D                |  | Rudolf Belin    |  |
| D                |  | Vlatko Marković |  |
| C                |  | Željko Perušić  |  |
| C                |  | Zdenko Kobeščak |  |
| C                |  | Stjepan Lamza   |  |
| A                |  | Željko Matuš    |  |
| A                |  | Tomislav Knez   |  |
| A                |  | Slaven Zambata  |  |
| Allenatore:      |  |                 |  |
| Milan Antolković |  |                 |  |

|                   |  |                   |  |
|                   |  |                   |  |
| P                 |  | Ante Jurić        |  |
| D                 |  | Pave Garov        |  |
| D                 |  | Vinko Cuzzi       |  |
| D                 |  | Marin Kovačić     |  |
| D                 |  | Stjepan Ilić      |  |
| C                 |  | Miroslav Brkljača |  |
| C                 |  | Ivan Hlevnjak     |  |
| C                 |  | Andrija Anković   |  |
| C                 |  | Zvonko Bego       |  |
| A                 |  | Zlatko Papec      |  |
| A                 |  | Veljko Zuber      |  |
| Allenatore:       |  |                   |  |
| Florijan Matekalo |  |                   |  |